# Hateful Monday
Hateful Monday est un groupe de punk rock mélodique suisse, originaire de Genève, en Suisse romande. Il est formé en 1998 par Reverend Seb, chanteur-bassiste, et Igor Gonzola, batteur, tous deux membres fondateurs, ainsi que de Gr3g Laraigne (2001–2012), en tant que guitariste puis M. Fallan, guitariste également, depuis 2004. En 2012, le quatuor voit partir Gr3g Laraigne, et accueille dans ses rangs Charly Cougar, également guitariste du groupe de chaoscore suisse Elizabeth. En 2021, Alex (guitare) et Inspecteur Lolo (guitare / chant) remplacent définitivement Jeanrem
Hateful Monday est devenu, au fil des années, le fer de lance du punk rock new school dans la région lémanique, et tourne régulièrement en Europe et fréquemment en France, où il bénéficie d'une bonne renommée.

## Biographie

### Débuts (1998–2004)
Hateful Monday est un groupe formé en 1998 par le chanteur Reverend Seb et le batteur Igor Gonzola, adolescents dans la banlieue de Genève, en Suisse, désireux de prendre part à la vague de punk rock new school fraîchement débarquée. Le duo fait ses premières armes sous diverses formations, comprenant leurs amis Myriam K. et Mark Sman avec lesquels ils enregistrent leurs premières démos que sont Do You Have the Same but in Pants et Don't Ask Questions. Elles leur ont permis de faire leurs premiers concerts et de se construire une réputation.

### Succès (2004–2012)
Les choses deviennent plus sérieuses dès 2001, avec l'arrivée de Greg L'araignée puis M. Fallan en 2004, qui a marqué également la sortie de l'album Take a Breath, avec une première tournée européenne. Le combo continue sur cet élan avec l'album suivant The Last March of the Ignorants, qui rencontre un franc succès en Europe et au Japon. Le groupe ne dramatise pas le piratage musical via Internet. La pochette de l'album The Last March of the Ignorants comprend en effet la mention suivante (traduite de l'anglais) : « Si vous copiez ce CD à un ami, merci de copier également la pochette et les paroles. Si vous le partagez sur Internet, assurez-vous de récupérer de la bonne musique en échange. » Puis, en 2008, Half A World Away, est publié sur le label français Kicking Records et le label suisse GPSprod.
En 2011, le groupe décide de tenter l'aventure en quintet, juste après l'enregistrement et la sortie d'un EP volontairement plus hardcore, intitulé Lions and Jackals. Le nouveau venu n'est autre que Charly Cougar, guitariste d'Elizabeth, combo de chaoscore (M. Fallan passant à la basse et Seb au chant). Cette formation tourne intensément en Europe et en Suisse, jusqu'à 2012, date du départ de Gr3g Laraigne, parti au Canada pour se consacrer à sa carrière de tatoueur. En 2013, le groupe était finaliste dans une compétition à jouer le célèbre Greenfield Festival. Ils publient une chanson intitulée Damages Done le 18 octobre chez Torch of Hope Records.

### It Must Be Somewhere...(depuis 2013)
Le combo, à nouveau un quatuor, sort en novembre 2013 un album intitulé It Must Be Somewhere..., au label Torch of Hope Records, qui lui permet de ré-imposer sa position sur la scène punk rock européenne,. La même année, ils tournent les clips des chansons A Life Well-Wasted et Ph.D. in Punk.
Au début de 2015, le groupe annonce six dates de tournée au Japon. En 2017, le groupe sort Unfrightened avec le nouveau guitariste Jeanrem, en remplacement de Charly.

## Influences
Leurs influences principales sont le punk hardcore américain de la fin des années 1980 et début des années 1990 avec des groupes tels que Bad Religion, NOFX, No Fun at All, Propagandhi, mais également Alkaline Trio et Hot Water Music.

## Membres

### Membres actuels
- Reverend Seb - chant, basse (depuis 1998)
- Igor Gonzola - batterie ( depuis 1998)
- Alex - guitare
- Inspecteur Lolo - guitare, chant

### Anciens membres
Jeanrem - guitare, chant (2016-2020)
- Charly Cougar - guitare, chant (2011-2016)
- M. Fallan - guitare, chant (2004-2014)
- Gr3g Laraigne - guitare, chant (2001-2012)
- Myriam K. - guitare, chant (2000-2004)
- Mark Sman - basse, guitare (1999-2001)

## Discographie

### Albums studio
- 2002 : Take a Breath (Hannibal's Records)
- 2006 : The Last March of the Ignorants (GPS Prod en Europe, Unattractive Records au Japon)
- 2008 : Half a World Away (GPS Prod, Kicking Records)
- 2014 : It Must Be Somewhere (GPS Prod, Kicking Records, Torch of Hope Records au Japon)
- 2017 : Unfrightened  (GPS Prod, Kicking Records, Melodic Punk Style, Torch of Hope Records au Japon)
- 2025: The Great Nothing (Kicking Records, DMB Records, Audioslam Records)

### Démos et EP
- 2000 : Do You Have the Same but in Pants (démo ; Trash Compost Records)
- 2001 : Don't Ask Questions (EP ; Trash Compost Records, PTR)
- 2010 : Lions and Jackals (EP ; GPS Prod, Kicking Records, Bad Mood Records)
- 2019 : Pit Stop Punk Rock (EP ; GPS Prod, Kicking Records, Melodic Punk Style)

Le groupe a également participé à diverses compilations.